# Bubba Cola
Bubba Cola is een goedkoop colamerk dat wordt verkocht door de Amerikaanse discountketen "Save-A-Lot" uit Earth City (Missouri).
Blikjes met een inhoud van twaalf ounce (ongeveer 0,355 liter) worden verkocht voor 17 dollarcent per stuk, waarmee Save-A-Lot direct de concurrentie aangaat met de 8 cent duurdere Sam's Choice Cola van Wal-Mart.
Ondanks de lage prijs van het merk is een schare trouwe fans ontstaan, die Bubba Cola zien als goed alternatief voor de grote merken.